# التبنيت (الشعر)

تعديل مصدري - تعديل

التبنيت هي إحدى قرى عزلة الوسط بمديرية الشعر التابعة لمحافظة إب، بلغ تعداد سكانها 108 نسمة حسب تعداد اليمن لعام 2004.